# Amadin
Az Amadin nevű eurodance csapat, egy rövid életű svéd eurodance együttes, mely a 90-es évek elején alakult. Tagjai John Amatiello (1973. február 9.) és Kristian Lundin  (1973. május 7.) lemezlovasok. A duó albumot nem adott ki, csupán 3 kislemezt jelentettek meg. A duó együtt dolgozott Dr. Albannal is, aki a produceri munkálatokat végezte, valamint a dalok saját kiadójánál, a Dr. Records kiadónál jelent meg.
Az Alrabaiye (Take Me Up) és U Make Me Feel Alright című dalokban Nana Hedin vokálozott.

## Diszkográfia
- Alrabaiye (Take Me Up) (1993) featuring: Swing[4]
- U Make Me Feel Alright (1993)
- Fonky (1995) featuring: Captain Fonk

## Slágerlista
| Év   | Cím                      | Sverigentopplistan | ARIA |
| ---- | ------------------------ | ------------------ | ---- |
| 1993 | "Alrabaiye (Take Me Up)" | 23                 | 43   |
| 1994 | "U Make Me Feel Alright" | -                  | -    |
| 1995 | "Fonky"                  | -                  | -    |